# Гафаров, Фидан Сафич
Фида́н Сафи́ч Гафа́ров (баш. Ғафаров Фидан Сафа улы; 12 октября 1947, деревня Новоуртаево, Дюртюлинский район, Башкирская АССР, СССР − 27 апреля 2025, Уфа) — актёр, певец, народный артист РСФСР (1984), народный артист Башкирской АССР (1980), народный артист Республики Татарстан (1994), кавалер ордена Салавата Юлаева (2017), почётный гражданин г. Уфы (2020). Кавалер ордена Дружбы народов (2022) и ордена «За заслуги перед Республикой Башкортостан» (2025).

## Биография
В 1965 году поступил на театральное отделение Уфимского училища искусств, учился на курсе И. Х. Юмагулова. Через два года после окончания УУИ (1967), Гафаров был принят в труппу Башкирского академического театра драмы имени Мажита Гафури, где ему была предложена роль Ильгама в драме Ангама Атнабаева «Песнь о любви». За годы службы в БАДТ Ф.Гафаров сыграл множество ролей, вошедших в сокровищницу театрального искусства Башкортостана. Артист стал популярным исполнителем народных и эстрадных песен. Песни из спектаклей в исполнении Ф.Гафарова стали своеобразной визитной карточкой театра и продолжают жить среди зрителей.
Несмотря на преклонный возраст, Фидан Гафаров временами появлялся на сцене БАДТ, активно гастролировал с концертами вместе с сыном Азаматом.
Скончался 27 апреля 2025 года в Уфе в возрасте 77 лет. Разрыв аневризмы аорты — официальная причина смерти Фидана Гафарова.

## Звания и награды[1]
- 1972: заслуженный артист Башкирской АССР;
- 1980: народный артист Башкирской АССР;
- В 1981 году Нурия Ирсаева, Тансулпан Бабичева, Загир Валитов, Олег Ханов, Фидан Гафаров удостоились Республиканской премии имени Салавата Юлаева «за исполнение ролей в спектакле „И судьба не судьба“».
- 1984: народный артист РСФСР;
- 1994: народный артист Республики Татарстан.
- 2017: орден Салавата Юлаева.
- 2020: почётный гражданин г. Уфы
- 2022: кавалер Ордена Дружбы народов[5]
- 2025: орден «За заслуги перед Республикой Башкортостан».

## Семья
Жена Фарида — двое сыновей, Айбулат — музыкант (умер в 2009 г.), младший сын Азамат Гафаров — актёр Башкирского академического театра драмы им. М. Гафури. Внебрачная дочь Самира.

## Роли
- Ильгам в драме А. Атнабаева «Песнь о любви» — дебют на сцене Башкирского академического театра драмы им. М. Гафури.
- Алтындуга в фильме Василия Журавлёва «Всадник на золотом коне»